# Oona Laurence
Oona Laurence, född 1 augusti 2002 i New York, är en amerikansk skådespelare.
Laurence har bland annat medverkat i TV-serien Summer Camp Island (2018–2021). Hon har även medverkat i filmerna Peter och draken Elliott från 2016 samt Monsterjakt för barnvakter från 2020.

## Filmografi (i urval)
- 2016: Peter och draken Elliott
- 2018–2021: Summer Camp Island
- 2020: Monsterjakt för barnvakter